# كيلفن كاتو
كيلفن كاتو (بالإنجليزية: Kelvin Cato)‏ مواليد 26 أغسطس 1974 في أتلانتا، هو لاعب كرة سلة أمريكي سابق بدأ مسيرته الاحترافية في سنة 1997 وحمل الرقم 31 و13 و26. يبلغ طوله 6 قدم 11 بوصة (2.1 م). اعتزل اللعب في 2007.

## فرق لعب لها
- بورتلاند ترايل بلايزرز
- هيوستن روكتس
- أورلاندو ماجيك
- ديترويت بيستونز
- نيويورك نيكس

## روابط خارجية
- كيلفن كاتو على موقع إن بي أي (الإنجليزية)
- كيلفن كاتو على موقع سبورتس رفرنس (الإنجليزية)
- كيلفن كاتو على موقع كرة السلة الأوروبية.كوم (الإنجليزية)
- كيلفن كاتو على موقع كلية كرة السلة في سبورتس رفرنس.كوم (الإنجليزية)
- كيلفن كاتو على موقع ريلجم (الإنجليزية)
- كيلفن كاتو على موقع بروبوليرز (الإنجليزية)